# Berezan, Odesa
Berezan (în ucraineană Березань) este localitatea de reședință a comuna Vîhoda din raionul Odesa, regiunea Odesa, Ucraina.

## Demografie
Componența lingvistică a localității Berezan
     Ucraineană (89,88%)
     Română (5,14%)
     Rusă (3,96%)
     Alte limbi (0,34%)
Conform recensământului din 2001, majoritatea populației localității Berezan era vorbitoare de ucraineană (89,88%), existând în minoritate și vorbitori de română (5,14%) și rusă (3,96%).